# Dąbrowa (gmina Kamieńsk)
Dąbrowa – wieś w Polsce położona w województwie łódzkim, w powiecie radomszczańskim, w gminie Kamieńsk.
| SIMC    | Nazwa     | Rodzaj    |
| ------- | --------- | --------- |
| 0541121 | Leszczyna | część wsi |
| 0541138 | Michałów  | część wsi |
| 0541144 | Norbertów | część wsi |

W latach 1975–1998 miejscowość należała administracyjnie do województwa piotrkowskiego.